# Rekettye (település)
Rekettye (ukránul: Рекіти [Rekiti]) falu Ukrajnában, Kárpátalján, a Huszti járásban.

## Fekvése
Szolyvától északkeletre, Tarújfalu és Fülöpfalva közt fekvő település.

## Története
Rekettye nevét 1609-ben említette először oklevél (Rekytha módon írva nevét), 1623-ban Rekita módon írták.
Rekettye kenézi telepítésű falu a Verhovinán, melyet melyet a Lipcsei család tagjai telepítettek a 16. század végén. 1609-ben Barcz Ferenc vásárolta meg több más verhovinai faluval együtt.
A 18. század elején valószínűleg elnéptelenedett, mivel ekkor az összeírások nem említették.
1910-ben 370 lakosából 3 magyar, 367 román volt. Valamennyien görögkatolikusok. A trianoni békeszerződés előtt Máramaros vármegye Ökörmezői járásához tartozott.
2020-ig Lengyelszállás községi tanácsához tartozott.

## Népesség
2001-es adatok alapján 311 lakosa volt.

| 2001 | 318 |

## Nevezetességek
- Görögkatolikus temploma 16. századi. 1715-ben épült és Szent Miklós tiszteletére szentelték fel.

- Nemzetközi irodalmi és újságírói gyermekfesztivál, melyet minden év júliusában megrendeznek.